# Summer and Smoke (opera)
Summer and Smoke è un'opera lirica di Lee Hoiby su libretto di Lanford Wilson, basata sull'omonimo dramma di Tennessee Williams e portata al debutto alla St. Paul Opera nel 1971. L'anno dopo fu riproposta alla New York City Opera.

## Trama
Glorious Hill, 1915. Alma Winemiller è una donna non più giovanissima e ancora nubile, che conduce una vita modesta insieme al padre, un reverendo, prendendosi cura della madre mentalmente instabile. Alma è segretamente innamorata di John Buchanan, il figlio del vicino, ma non riesce a dare voce ai propri sentimenti; John, dal canto suo, è interessato alla donna, ma non riuscendo a penetrare la sua diffidenza, rivolge le propria attenzione alla procace Rosa Gonzales. 
John si fidanza in segreto con Rosa mentre il padre è fuori città; Alma, gelosa, telefona al signor Buchanan, che torna in casa giusto in tempo per assistere alle celebrazioni e venire tragicamente ucciso dal padre della futura sposa. John incolpa Alma e se ne va di casa. Al suo ritorno, tempo dopo, Alma riesce ad esprimergli i propri sentimenti, ma ormai è tardi: John è fidanzato con la giovane Nellie Ewell.

## Interpreti originali
| Personaggio               | Registro vocale | Prima rappresentazione St. Paul Opera (dir. Igor Buketoff) |
| ------------------------- | --------------- | ---------------------------------------------------------- |
| Alma Winemiller           | soprano         | Mary Beth Peil                                             |
| John Buchanan Jr.         | baritono        | John Reardon                                               |
| Rosa Gonzales             | mezzosoprano    | Mary Cross Leuders                                         |
| Dott. John Buchanan       | basso-baritono  | Leroy Peterson                                             |
| Rev. Winemiller           | basso-baritono  | James Christiansen                                         |
| Sig.ra Winemiller         | ruolo parlato   | Zoya Leporska                                              |
| Nellie Ewell              | soprano         | Sondra Harnes                                              |
| Sig.ra Bassett            | mezzosoprano    | Nancy Williams                                             |
| Roger Doremus             | tenore          | Clifton Ware                                               |
| Archie Kramer             | baritono        | Alan Titus                                                 |
| Abitanti di Glorious Hill |                 |                                                            |

## Discografia
- 2011 – Anna Viemeister, Nickoli Strommer, Audean Farmer, dir. Steven Osgood. Albany Records